# Pliopithecus
Pliopithecus es un género extinto de primates catarrinos que vivió durante el Mioceno entre hace aproximadamente 17 y 11,5 millones de años. La primera especie descrita, Pliopithecus antiquus, fue descubierta en 1837 por Édouard Lartet (1801–1871) en Francia y nombrado por Gervais en 1849, fue una de las primeras especies fósiles de primates en ser descubierta y descrita. En 1863, Biedermann describió una nueva especie, ligeramente más grande, llamada P. platyodon.

## Clasificación
- Orden Primates Linnaeus, 1758
  - Infraorden Catarrhini E´. Geoffroy Saint-Hilaire, 1812
    - Superfamilia Pliopithecoidea Zapfe, 1960
      - Familia Pliopithecidae Zapfe, 1960
        - Subfamilia Pliopithecinae Zapfe, 1960
        - Género Pliopithecus Gervais, 1849[1]
          - Pliopithecus antiquus Gervais, 1849
          - Pliopithecus canmatensis Alba et al., 2009[2]
          - Pliopithecus piveteaui Hürzeler, 1954
          - Pliopithecus platyodon Biedermann, 1863
          - Pliopithecus zhanxiangi Harrison et al., 1991

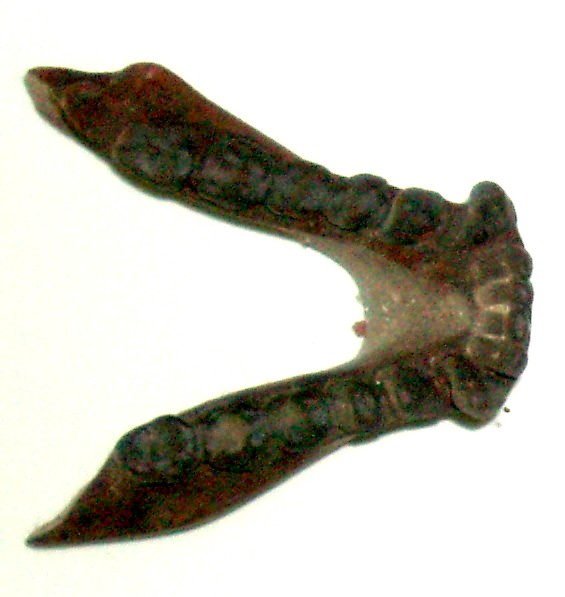
Mandíbula de Pliopithecus antiquus vista desde arriba.